# Mångtjärnarna, Ångermanland
Mångtjärnarna är en sjö i Kramfors kommun i Ångermanland och ingår i Nätraån-Ångermanälvens kustområde. Sjön har en area på 0,0636 kvadratkilometer och ligger 169,9 meter över havet.

## Delavrinningsområde
Mångtjärnarna ingår i det delavrinningsområde (698964-163027) som SMHI kallar för Rinner mot Ullångersfjärden. Medelhöjden är 83 meter över havet och ytan är 33,11 kvadratkilometer. Det finns inga avrinningsområden uppströms utan avrinningsområdet är högsta punkten. Avrinningsområdets utflöde mynnar i havet, utan att ha någon enskild mynningsplats. Avrinningsområdet består mestadels av skog (82 procent). Avrinningsområdet har 0,06 kvadratkilometer vattenytor vilket ger det en sjöprocent på 0,2 procent.